# Veton Surroi
Veton Surroi (ur. 17 lipca 1961 w Prisztinie) – kosowski polityk i dziennikarz, założyciel i były przywódca Reformistycznej Partii ORA.

## Życiorys
Syn Rexhata Surroi, który jako jeden z nielicznych Albańczyków był ambasadorem Jugosławii w czasie rządów Josipa Broz Tity. Część swojego życia Veton Surroi spędził w krajach Ameryki Łacińskiej. Studiował filozofię i filologię w boliwijskim La Paz i na Narodowym Uniwersytecie Meksykańskim. W roku 1988 zaangażował się w działalność polityczną, działając w Stowarzyszeniu Jugosłowiańskiej Inicjatywy Demokratycznej, pracował także dla czasopisma Rilindja.
W 1990 założył w Prisztinie tygodnik Koha. W latach 1993–1994 był korespondentem BBC w Prisztinie. W 1997 roku założył jedno z najbardziej znanych czasopism w Kosowie – Koha Ditore, którego był redaktorem naczelnym i autorem komentarzy politycznych. W 2004 roku kierowana przez niego partia ORA uzyskała 6,2% głosów w wyborach i zdobyła siedem miejsc w parlamencie. Jednym z wybranych był Surroi, który w latach 2004–2008 zasiadał w parlamencie Kosowa.
Był dwukrotnie żonaty. Z pierwszą żoną Aferditą Devaje ma dwie córki, drugą żoną Surroia jest Blerta Syla. Mówi po albańsku, angielsku, serbsku i po hiszpańsku.

## Publikacje
- 2005: Fluturimi i vetëm i Azem Berishës për në Kështjellë, wyd. Tirana
- 2011: Libri i fluturave, wyd. Prisztina
- 2018: Shfaqja e fundit e Marie Gjonit: dramë në katër akte, wyd. Prisztina
- 2024: Viti i qirinjve: si e filluam rezistencën paqësore, wyd. Prisztina

## Tłumaczenia na język polski
- Veton Surroi: Wypaczona suwerenność, tłum. Dorota Horodyska, „Gazeta Wyborcza”, 27 października 2005.